# Eusebius Jelous Nyathi
Eusebius Jelous Nyathi (ur. 2 sierpnia 1974 w Hwange) – zimbabwejski duchowny katolicki, biskup Gokwe od 2023.

## Życiorys
17 czerwca 2004 otrzymał święcenia kapłańskie i został inkardynowany do diecezji Hwange. Był m.in. wicerektorem i rektorem niższego seminarium, kierownikiem ośrodka duszpasterskiego, a także wychowawcą, wicerektorem i rektorem krajowego seminarium w Chishawasha.
23 czerwca 2023 papież Franciszek mianował go biskupem diecezji Gokwe. Sakry udzielił mu 23 września 2023 metropolita Harare – arcybiskup Robert Ndlovu.